# Пушкинский дуб (Москва)
Пушкинский дуб — черешчатый дуб на Тверском бульваре Москвы.

## Название
Дерево названо в честь Александра Сергеевича Пушкина, который неоднократно бывал на Тверском бульваре. Дерево расположено напротив дома № 14с1. Неподалёку от него, на месте здания под номером 22 (ныне МХАТ им. М. Горького) когда-то стояла усадьба Кологривовых, где в декабре 1828 года на балу танцмейстера Йогеля поэт впервые встретил Наталью Гончарову.

## Описание
Вокруг дерева натянута цепь, препятствующая приближению прохожих к стволу и корням дуба. Рядом установлена табличка с надписью: «Дуб черешчатый. Quercus robur L. Возраст 200 лет».
27 июня 2012 года в рамках всероссийской программы «Деревья — памятники живой природы» дуб был обследован специалистами центра древесных экспертиз. Экспертами была проведена визуальная и инструментальная диагностика дуба, а также были взяты образцы кернов, по которым в дендрохронологической лаборатории МГУ леса был установлен точный возраст дерева. Результаты экспертизы:
- Возраст: Дуб существует с 1814 года (соответственно, на 2025 год дереву 211 лет).
- Высота: 19 м (на 2012 год)
- Диаметр ствола на высоте 1.3 м: 1.12 м (на 2012 год). Соответственно, обхват дерева составляет 3.52 м.
- Состояние: Отличное (на 2012 год).

## Правовой статус
8 июня 2004 г. Постановлением Правительства Москвы № 383-ПП Пушкинский дуб был внесён в «Перечень природных объектов и комплексов, планируемых к образованию в качестве особо охраняемых природных территорий города Москвы»

## Другие «пушкинские дубы»
Название «Пушкинский дуб» дано также деревьям в других городах России и Украины:
- 700-летний дуб в посёлке Суйда в музее-усадьбе А. Ганнибала — прадеда А. С. Пушкина. Был умышленно сожжён 13-летним подростком в 2000 году, желающим получить славу Герострата[4].
- Дуб в усадьбе Баратынских «Мара»[5][6]
- Дуб в городе Майский[7]
- Дуб в Гурзуфе[8]. Единственный из «пушкинских дубов», который находится у лукоморья[8].
- Дуб, росший в Одессе на углу Пушкинской и Ланжероновской улиц, вблизи здания Английского клуба. После того, как дуб начал стареть и погибать (согласно предположению одесских краеведов — в результате злонамеренного квалифицированного саботажа[9]), городские власти приняли решение спилить дерево, а из части ствола, в который вросла якорная цепь, соорудить памятник. В 2001 году такой памятник был установлен. Он представлял собой ротонду, внутри которой на специальном постаменте находился фрагмент дерева. 14 июня 2006 года памятник был демонтирован[10].
- Дерево, росшее в Таганроге около гостевого дома, в котором в 1820 году останавливался Пушкин. Дерево было посажено в 1860-х годах и являлось не дубом, а шелковицей. В начале 2000 годов дерево погибло из-за поджога вандалов, которые бросили в дупло тлеющие тряпки[11].
- Дуб в Благовещенске на одной из аллей в центре города. Посажен в 1987 году из саженцев, привезённых из музея-заповедника «Михайловское» в Пушкиногорье[12][13].
- Дуб в Оренбурге позади драматического театра[14].

Кроме того, в музее-усадьбе в селе Тригорское сохранился дуб, известный как «Дуб уединённый», о котором Пушкин написал следующие строки: «Гляжу ль на дуб уединенный; Я мыслю: патриарх лесов; Переживет мой век забвенный; Как пережил он век отцов».